# Amélie Dionne
Amélie Dionne, née en 1975 à Rivière-du-Loup, est une entrepreneure, directrice des communications et femme politique québécoise, élue députée de Rivière-du-Loup–Témiscouata à l'Assemblée nationale du Québec sous la bannière de la Coalition avenir Québec lors des élections générales du 3 octobre 2022.

## Biographie

### Études
Née à Rivière-du-Loup en 1975, Amélie Dionne est la fille de l'ex-maire de Saint-Patrice-de-la-Rivière-du-Loup, Jean-Guy Dionne. Elle complète son diplôme d'études collégiales en sciences humaines en 1995 au Cégep de Rivière-du-Loup où elle est, de 1994 à 1995, présidente de l'association générale des étudiants. Elle obtient en 1999 un baccalauréat en communication publique de l'Université Laval.

### Carrière politique
Amélie Dionne entame sa carrière politique au niveau municipal en étant élue conseillère municipale en 2009 à Rivière-du-Loup, sa ville natale. Quatre ans plus tard, lors des élections municipales de 2013, elle tente sa chance au poste de mairesse de la ville mais elle termine deuxième avec 29,88 % des votes derrière Gaétan Gamache qui obtient 41,41 % des votes.
Entretemps, à partir de 2011, elle gère sa propre entreprise dans le secteur de l'événementiel et des communications. Elle le fera jusqu'en 2021. En 2018, elle devient l'attachée politique du député de Rivière-du-Loup–Témiscouata, Denis Tardif, puis en 2019 elle entre au cabinet de la ministre déléguée au Développement économique régional et ministre responsable de la région du Bas-Saint-Laurent, Marie-Eve Proulx à titre de directrice des communications. Elle y reste jusqu'à la démission de cette dernière comme ministre en mai 2021. Elle se voit alors confier le poste d'attachée de presse de la ministre du Tourisme, Caroline Proulx.
En avril 2022, Denis Tardif, député caquiste de Rivière-du-Loup–Témiscouata, annonce qu'il ne briguera pas un nouveau mandat lors des élections d'octobre 2022. La Coalition avenir Québec (CAQ) se cherche alors un nouveau candidat pour la circonscription et elle choisit Amélie Dionne. L'annonce est faite le 21 avril 2022 à Rivière-du-Loup par le premier ministre et chef de la CAQ, François Legault. Le 3 octobre, jour des élections, elle remporte la victoire avec 52,1 % des votes dépassant de plus de 12 000 voix son plus proche adversaire et devient députée de la circonscription à l'Assemblée nationale du Québec.
Le 4 novembre 2022, elle est nommée adjointe gouvernementale au Tourisme dans le cabinet de la ministre du Tourisme, Caroline Proulx.
Elle est présidente de la Commission spéciale sur les impacts des écrans et des réseaux sociaux sur la santé et le développement des jeunes depuis le 6 juin 2024, vice-présidente de la Délégation de l’Assemblée nationale pour les relations avec le Massachusetts depuis le 13 mars 2024 et vice-présidente de la Commission de la culture et de l’éducation depuis le 6 décembre 2022.

## Vie privée
Amélie Dionne est mère d'un enfant.

## Résultats électoraux
|                                                                                               | Nom                    | Parti            | Nombre de voix | %      | Maj.   |
| --------------------------------------------------------------------------------------------- | ---------------------- | ---------------- | -------------- | ------ | ------ |
|                                                                                               | Amélie Dionne          | Coalition avenir | 18 183         | 52,1 % | 12 042 |
|                                                                                               | Félix Rioux            | Parti québécois  | 6 141          | 17,6 % | -      |
|                                                                                               | Myriam Lapointe-Gagnon | Québec solidaire | 5 102          | 14,6 % | -      |
|                                                                                               | Louise Moreault        | Conservateur     | 3 937          | 11,3 % | -      |
|                                                                                               | Louis Bellemare        | Libéral          | 1 388          | 4 %    | -      |
|                                                                                               | Carole Sierpien        | Climat Québec    | 174            | 0,5 %  | -      |
| Total                                                                                         | Total                  | Total            | 34 925         | 100 %  |        |
| Le taux de participation lors de l'élection était de 68,9 % et 369 bulletins ont été rejetés. |                        |                  |                |        |        |